# Küçükpolatlı, Sungurlu
Küçükpolatlı là một xã thuộc huyện Sungurlu, tỉnh Çorum, Thổ Nhĩ Kỳ. Dân số thời điểm năm 2010 là 287 người.